# St. Nikolaus (Weismain-Arnstein)

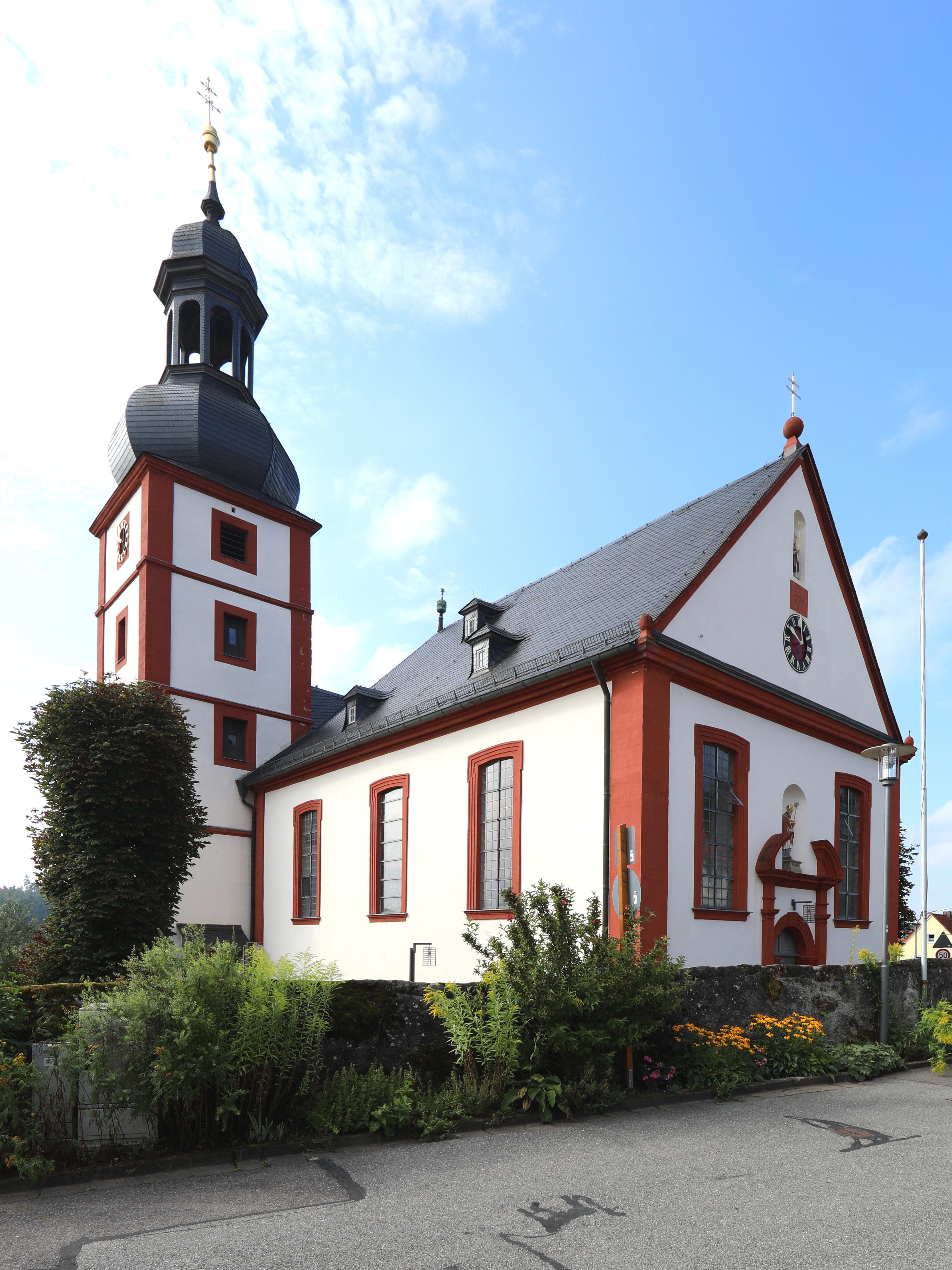
Katholische Pfarrkirche St. Nikolaus in Arnstein

Die römisch-katholische Pfarrkirche St. Nikolaus in Arnstein, einem Gemeindeteil der oberfränkischen Stadt Weismain im Landkreis Lichtenfels, entstand in den Jahren 1732 bis 1734 nach Plänen von Balthasar Neumann. Die Pfarrei gehört zum Seelsorgebereich Obermain-Jura im Dekanat Coburg des Erzbistums Bamberg.

## Baugeschichte
Mitte des 13. Jahrhunderts entstand in Arnstein der Burgstall Rauschenstein. Vermutlich lag er auf dem Areal des heutigen Friedhofs. Zu der Burganlage gehörte wohl auch die Moritzkapelle, eine Taufkirche der Urpfarrei Weismain. Die Pfarrei Arnstein entstand im 14. Jahrhundert.
Nach Plänen von Balthasar Neumanns errichteten der Bamberger Maurermeister Paulus Mayer und der Bamberger Zimmermeister Joseph Gruber von 1732 bis 1734 die Kirche. Die Baukosten waren mit 9200 fränkischen Gulden veranschlagt. Es war eines der frühen Werke Balthasar Neumanns, der dreimal in Arnstein weilte. Die Weihe der Kirche fand im Jahr 1734 statt. Die Burgkapelle St. Mauritius wurde 1756/1757 abgebrochen.
Restaurationen der Pfarrkirche erfolgten unter anderem in den Jahren 1900, von 1952 bis 1954, 1984, 1991, 2004 und 2011.

## Baubeschreibung
Die schlichte Landkirche steht im Ostteil des Ortes, unmittelbar über einem steilen Abhang zum Kleinziegenfelder Tal gelegen. Ihre Wirkung beruht auf der Proportionierung der einzelnen Baukörper zueinander und des Gesamtbaus zum Landschaftsbild.
Die Saalkirche hat einen verputzen Außenbau, den Ecklisenen, Traufgesimse, ein Sockel sowie geohrte Fensterrahmungen aus unverputztem Sandstein gliedern. Der eingezogene Chor besteht aus einer Achse und einem dreiseitigen Schluss. Die Fundamente nahe der Hangkante bestehen aus tiefen Grundmauern. Der Chorraum wird von einem Stichkappengewölbe überspannt und ist durch einen runden Chorbogen zum Langhaus geöffnet. Das Langhaus besitzt drei Achsen. Eine flache hölzerne Tonne mit Stichkappen, bestehend aus verputzten Latten, überspannt den Innenraum, den stichbogige Fenster belichten. Eine eingeschossige, hölzerne Orgelempore mit auf den Brüstungsfeldern gemalter Maserung, steht vor der Westwand. Die Westfassade hat neben zwei Fenstern mit Segmentbogen ein rundbogiges Portal mit einem Scheitelstein und Türflügeln mit schlichten Rahmen, das von zwei toskanischen Pilastern mit einem gesprengten Segmentgiebel eingefasst wird. Darüber steht in einer Nische die Figur des Kirchenpatrons, des heiligen Nikolaus. Im Giebeldreieck befindet sich eine Sandsteinplatte mit der Jahreszahl 1734 und darüber in einer Figurennische die Statue des heiligen Otto.
Neben Ecklisenen gliedern zusätzlich profilierte Gurtgesimse die Fassade des viergeschossigen Chorseitturms. An der Westseite ist im Untergeschoss als äußerer Zugang zur Sakristei, die von einem Kreuzgratgewölbe überspannt wird, eine Tür mit profilierter und geohrter Rahmung vorhanden. Den Turmabschluss bildet eine verschieferte, achteckige Zwiebelkuppel mit einer großen Laterne, einer geschwungenen Kuppel, Spitze, Knauf und Kreuz.

## Ausstattung

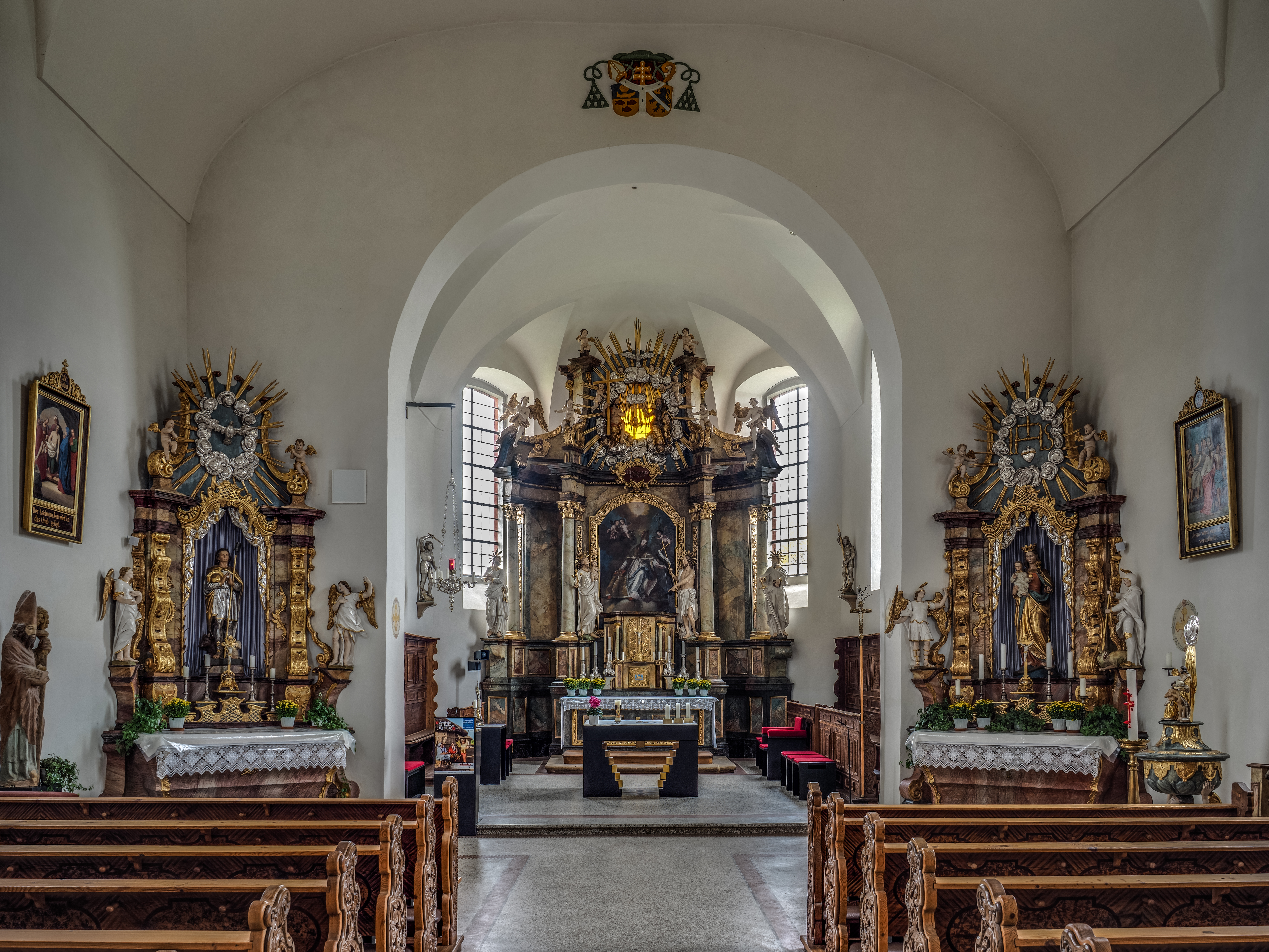
Innenraum

Der Aufbau des Hochaltars besteht aus marmoriertem Holz. Er entstand 1735/1738 und wird dem Bamberger Kunstschreiner Martin Walther zugerechnet. Das Altarblatt, flankiert von Pilastern und diagonal gestellten Freisäulen, stammt wohl von Johann Joseph Scheubel dem Älteren und zeigt die Verklärung des heiligen Nikolaus. Seitlich neben dem Altarblatt stehen auf Freisäulen Holzfiguren des heiligen Josef und Johannes des Täufers. Den äußeren Abschluss bilden die Heiligen Petrus und Paulus. Sämtliche Figuren werden der Werkstatt des Bildhauers Johann Georg Stöhr zugeschrieben. Der Altarauszug enthält die Trinität in der Glorie.
Die Seitenaltäre sind Werke des Kronacher Bildhauers Pankraz Fries und entstanden 1768, der linke sowie 1769, der rechte. Sie bestehen aus marmorierten Holzaufbauten mit vergoldetem Rocailledekor. Der linke Altar zeigt in der Mittelnische den heiligen Wendelin. Der Altarauszug besteht aus der Taube des Heiligen Geistes. Seitlich stehen auf geschwungenen Konsolen Engel. Beim rechten Altar steht in der Mittelnische die Muttergottes, flankiert vom Erzengel Michael und dem heiligen Georg. Der Altarauszug zeigt das Jesusmonogramm.
Die Kanzel fertigte 1738 Martin Walther. Sie besteht aus einem marmorierten Holzaufbau und hat einen polygonalen Korb. Vor den Brüstungsfeldern stehen Figuren der vier Evangelisten. Den Schalldeckel bekrönt eine Holzfigur des heiligen Paulus. Das hölzerne Taufbecken entstand um 1740. Ein niederkniender Taufengel trägt das runde, marmorierte Becken auf dem Kopf. Bekrönt wird der Taufdeckel von zwei Holzstatuetten, die die Taufe Christi darstellen.
Holzfiguren des heiligen Georg und des Erzengels Michael werden auf 1520/1530 datiert und gehörten wohl zum Altar der Burgkapelle St. Mauritius.